# Montauban Football Club Tarn-et-Garonne
 (octobre 2022).
Si vous disposez d'ouvrages ou d'articles de référence ou si vous connaissez des sites web de qualité traitant du thème abordé ici, merci de compléter l'article en donnant les références utiles à sa vérifiabilité et en les liant à la section « Notes et références ».
 (octobre 2022).
La mise en forme du texte ne suit pas les recommandations de Wikipédia : il faut le « wikifier ».
Les points d'amélioration suivants sont les cas les plus fréquents. Le détail des points à revoir est peut-être précisé sur la page de discussion.
- Les titres sont pré-formatés par le logiciel. Ils ne sont ni en capitales, ni en gras.
- Le texte ne doit pas être écrit en capitales (les noms de famille non plus), ni en gras, ni en italique, ni en « petit »…
- Le gras n'est utilisé que pour surligner le titre de l'article dans l'introduction, une seule fois.
- L'italique est rarement utilisé : mots en langue étrangère, titres d'œuvres, noms de bateaux, etc.
- Les citations ne sont pas en italique mais en corps de texte normal. Elles sont entourées par des guillemets français : « et ».
- Les listes à puces sont à éviter, des paragraphes rédigés étant largement préférés. Les tableaux sont à réserver à la présentation de données structurées (résultats, etc.).
- Les appels de note de bas de page (petits chiffres en exposant, introduits par l'outil «  Source ») sont à placer entre la fin de phrase et le point final[comme ça].
- Les liens internes (vers d'autres articles de Wikipédia) sont à choisir avec parcimonie. Créez des liens vers des articles approfondissant le sujet. Les termes génériques sans rapport avec le sujet sont à éviter, ainsi que les répétitions de liens vers un même terme.
- Les liens externes sont à placer uniquement dans une section « Liens externes », à la fin de l'article. Ces liens sont à choisir avec parcimonie suivant les règles définies. Si un lien sert de source à l'article, son insertion dans le texte est à faire par les notes de bas de page.
- La présentation des références doit suivre les conventions bibliographiques. Il est recommandé d'utiliser les modèles {{Ouvrage}}, {{Chapitre}}, {{Article}}, {{Lien web}} et/ou {{Bibliographie}}. Le mode d'édition visuel peut mettre en forme automatiquement les références.
- Insérer une infobox (cadre d'informations à droite) n'est pas obligatoire pour parachever la mise en page.

Pour une aide détaillée, merci de consulter Aide:Wikification.
Si vous pensez que ces points ont été résolus, vous pouvez retirer ce bandeau et améliorer la mise en forme d'un autre article.
Actualités
Le Montauban Football Club Tarn-et-Garonne est un club de football français basé à Montauban créé en 1953. Après avoir évolué jusqu'en 2004 entre le CFA et le CFA 2, le club du président Cocolo Dante repart en Division d'Honneur Régional (D7) dans la Ligue de Midi-Pyrénées de football, pour causes de difficultés financières importantes. En mai 2014, le club remonte en Division d'Honneur mais replonge en Régional 2 où il évolue depuis. Il évolue en Régional 1 pour la saison 2023-2024.

## Histoire
La cité montalbanaise a vu défiler plusieurs clubs de « ballon rond » tels que l'USM et ses joueurs (1920), l'A.S. des Cheminots, et l'A.S. Montalbanaise, est à un tournant de son histoire et à l'aube d'un demi-siècle riche en événements.
En 1953, on assiste à la fusion de deux clubs de la ville dans le but d'unir leurs efforts pour contrer cette concurrence naturelle que représente ce vieux bastion du rugby : l'USM.
L'Etoile Sportive Villenouvelle et la Vaillante Olympique Montalbanaise unissent donc leurs efforts pour constituer et assurer le fonctionnement d'un seul club, désormais représentant unique de la ville.

### Naissance du Montauban Football Club
Pour sa première saison en 1re série (1953-1954), le MFC est champion et accède à la compétition supérieure en battant Lexos (82), son principal concurrent en championnat.
Promu en Promotion Honneur (1954-1955), le MFC poursuit sur sa lancée et remporte ce championnat qui lui permet d'accéder en Division Honneur.
L'année d'après sera la consécration dans un autre type de compétition : la coupe du Midi. Les joueurs du MFC remporteront ce trophée deux années de suite, en 1955-56 contre le J.O. Bourrassol à Saint Sulpice et en 1956-57 contre le stade Ruthénois à Rodez.
En 1959, Montauban participe à la Coupe de France et affronte Béziers pour les 32e de finale. L'équipe s'incline 2 à 0 sur le terrain de Brive, faisant honneur aux qualités de combattant qui lui étaient attribuées à l'époque.
En 1960, Montauban renouvelle l'exploit de parvenir jusqu'en 32e de finale devant un adversaire aussi prestigieux que redoutable : l'A.S. Saint Étienne. Une fois de plus, la différence de niveau (5 divisions d'écart) va avoir raison du MFC qui s'incline sur le score sans appel de 9 à 0.
Après quelques années de flottements, le Montauban Football Club devient champion d'Honneur (1974-1975) en battant Tarascon chez lui. Il accède ainsi à la 3e division de football, enflammant du même coup toute une ville.
Un autre événement très important pour le club marque cette année 1974. L'inauguration du stade de la Fobio, aujourd'hui encore utilisé par le club, et rebaptisé stade Georges-Pompidou.
La saison suivante permet au MFC de remporter une nouvelle coupe du Midi, non sans difficultés car des incidents avec leurs adversaires, Albi, ont pour effet l'arrêt du match. La commission, après délibération et sanctions contre le club d'Albi, accorde la victoire à Montauban mais n'attribue pas le trophée.
Cette montée en D3 se solde par un échec mais le club a de nouveau la possibilité de monter à ce niveau en 1978-79. L'année suivante, le club évolue en 4e division pour une raison simple : la fédération a créé un niveau supplémentaire entre la division Honneur et la 3e division.
Un léger bond dans le temps nous emmène le 13 février 1982 au stadium de Toulouse qui accueillait pour l'occasion les équipes de Toulon et de Montauban pour jouer le 32e de finale de la coupe de France. Toulon sort vainqueur de ce duel après prolongation sur le score de 1 à 0. 
Au cours de la saison 1982-83, le club montalbanais rate l'accession en 2e division à cause d'un goal average défavorable par rapport à Sète.
En janvier 1986, le MFC reçoit l'Olympique de Marseille à Cahors et passe très près de l'exploit en menant 2 à 0 jusqu'à la 59e minutes.  Mais les professionnels ont du métier et recollent au score avant de l'emporter 3 à 2.

### Les années 1990
Le MFC allait vivre au début des années 1990, suivant une coutume cyclique bien établie, une période bien difficile ; relégué dans les bas-fonds du classement de Division 4, le club cherchait un nouveau souffle. Conscient des difficultés, le président Paul Thirion lançait un appel à toutes les bonnes volontés prêtent à relancer le club : « L’équipe dirigeante est en train de se fatiguer, de se décourager », assurait le secrétaire Guy Terral alors que le Président prévenait : « Je suis prêt à démissionner et à laisser ma place à un groupe qui désirerait poursuivre l’aventure. » La presse locale fit un large écho du malaise méféciste ; l’ancien président Raymond Tressens parlait de mauvaise gestion, Michel Salido (ancien entraîneur) évoquait l’inertie et la division des dirigeants alors que Jean-Claude Cabaret estimait nécessaire d’établir une politique sportive durable avec des hommes soudés et complémentaires.
« Après la tempête, la visibilité s’améliore », titrait le quotidien La Dépêche du Midi en mai 1991. Certes le rideau était tombé sur la saison 90/91 avec la relégation en Division Honneur mais une équipe ambitieuse prenait les commandes avec à sa tête une coprésidence Philippe Delcaillau-Jean-Claude Cabaret une vice-présidence de deux chefs d’entreprise Francis Serrano-Hervé Aliot.
Les premières décisions furent assez spectaculaires : Marc Lévi, ancien gardien des « Minots » de l’OM (qui entraîna par la suite Fabien Barthez) prenait la direction de l’équipe alors que l’ancien international russe Vagiz Khidyatulline (plus de 60 sélections, 3 coupes du monde à son actif) était recruté par un groupe de dirigeants à l’initiative du très dévoué Francis Lagarrigue, dans le but de donner un nouvel élan au MFC. Pari gagnant car Blagnac, en amical, attira 600 personnes au stade. La Dépêche du Midi pouvait titrer : « La Fobio ressuscitée. » Mais la route du succès était encore longue.
Troisième à l’issue de la première saison, le MFC allait encore échouer au port la saison suivante mais les joueurs d’Yvon Robinson, qui avait supplée Marc Lévi en cours de route, remportait la coupe du Midi pour la quatrième fois (6-1 face à Fleurance sur le terrain d’Auch) : record du score toujours en cours et égalité des trophées acquis en compagnie de l’US Albi (saison 92/93). L’arrivée en cours de saison de François Brisson (ex-professionnel aux 504 matchs en D1), champion Olympique en 1984, International A, passé par Laval, Lens, Lille Lyon, Marseille allait booster le groupe montalbanais qui accédait au National 3 à la fin de saison 93/94. Il avait fallu 3 ans au club de la préfecture pour rejoindre l’élite nationale.
Le MFC de Philippe Delcaillau (Jean-Claude Cabaret avait glissé à la coordination sportive) allait préparer ce retour au niveau national avec soin ; et la suite démontra que la dynamique sportive était bien huilée.
Place à la coupe de France avec un derby (le premier de l’histoire entre les deux clubs) entre le MFC et le TFC alors en D2. Les coéquipiers de Christian Bralley (ex-Albi) allaient faire le bonheur du peuple… sapiacain, en éliminant sans contestation possible le TFC de Rolland Courbis le 17 décembre 94 dans une cuvette pleine comme un œuf (2-0, buts de Brisson et Néhari). « On n’explique pas un événement, on le ressent à la manière d’un tableau qui sollicite tous vos sens. » La coupe, c’est çà, c’est le reflet de l’expressionniste Ewar Munch, peintre norvégien, reproduit dans La Dépêche du Midi. Les titulaires de l’exploit resteront à jamais gravés dans l’histoire du club : Lavigne, Néhari, Barrau, Gillot, Deltruel, Delplanque, Aouiriri, Brisson, Custodéro, Komano, Bralley. 
Les Méfécistes n’allaient cependant pas franchir le seuil des 32e de finale de cette coupe de France : une fâcheuse habitude. La venue à Sapiac, de Beauvais, autre pensionnaire de Division 2 le 14/01/95 avait pourtant laissé croire à un possible exploit. Les « bleus et jaunes » avaient ouvert le score sur un superbe corner direct de François Brisson mais la rentrée du jeune attaquant Camara, côté beauvaisien, allait bouleverser les données. Les Méfétistes perdaient les pédales et Beauvais se qualifia. La victoire s’envolait au grand désarroi d’un public sapiacain ayant longtemps cru au miracle. Seuls les résultats d’une longue bataille juridique et la décision du Tribunal administratif de Versailles allouant une coquette somme au MFC pour non-qualification du joueur Popovic, allaient mettre un peu de baume sur les plaies d’un MFC frustré mais qui allait trouver des compensations dans son championnat National 3 en s’imposant aux Costières (0-1 but de Franck Tiriakian). Les Montalbanais de Nourrédine Aouiriri doublaient Tarbes au goal-average particulier et se donnaient la possibilité d’accéder au National 2 mais Limoges, lors d’un match de barrage tendu, ruinait les espoirs du groupe de François Brisson (2-1). Ce n’était que partie remise…

### Champion de France de National 3
Dans la foulée, Nourrédine Aouiriri et ses copains effectuaient un championnat remarquable (95/96) en terminant premiers de leur poule à la suite de leur victoire contre Fontenay (le 4 mai 96). Le but du gaucher Sylvio Custodéro confirmait les propos de Jean-Claude Cabaret : « Nous sommes allés au bout de notre rêve… » 26 joueurs avaient participé à cette aventure : Lavigne (25 matchs), Barrau (22), Custodéro, Tiriakian (21), Quiroga (20), Cousty (15), Deltruel, Dobré (18), Gillot, Aouiriri, Brisson (16), Razali, Lecompte (14), Alajarin, Liachenko (10), Tristan (9), Olivier et Néhari (8), Maurel, Jutgla (6), Longueville, Goyer et Ljubici (2), Degroise et Enassiri (1). 
Dans la poule finale qualificative pour le titre national, le MFC allait brillamment s’imposer à Sapiac face à la réserve de Châteauroux (5-1) avant de se rendre à la Flèche (1/2 finale) ; un gros match pour une superbe victoire (3-0 Alajarin, Dobré, Quiroga). Une véritable machine de guerre et un Philippe Lecompte au sommet de son art (au propre et au figuré) : pénalisé d’un coup franc… il alla remercier le juge de touche avant de rejoindre le banc de touche sous les yeux médusés de François Brisson son entraîneur ; le carton jaune reçu avait fait la différence.
Le scénario était en place pour l’apothéose dans une cuvette de Sapiac porte bonheur. Le titre de Champion de France acquis face à Beaucaire entraîné par Michel Estevan actuel coach d’Arles/Avignon (3-1, Tiriakian, Tristan, Brisson) donnait un premier titre national au MFC qui rentrait dans l’histoire et faisait dire à François Brisson : «Ce titre n’a rien d’anormal ou d’extraordinaire ; on a accumulé de l’expérience en 3 ans. Elle est moins flamboyante que la précédente mais elle est plus solide et plus forte mentalement. »
François Brisson avait le triomphe modeste mais l’accession au National 2 allait permettre d’inscrire une belle ligne au palmarès des « bleus et jaunes » dont la qualité de jeu commençait à rejaillir sur l’hexagone. Et François Brisson n’était pas étranger à cette reconnaissance.
Les Montalbanais pouvaient poursuivre leur chemin, la saison suivante, face à un adversaire de taille (Ajaccio) que l’on retrouvera par la suite en Ligue 1. Le coup passa si près : Albi avait été l’empêcheur de tourner en rond en 1983 pour l’accession en Division 2, Muret avait ruiné les espoirs méfécistes en battant le MFC lors d’une dernière journée fatale (2-1). François Brisson rejoignait le Nord (Lens). Une page se tournait.

### Instabilité et dépôt de bilan
Noël Tosi, ancien gardien de but d’Ajaccio (le Gazélec) arrivait aux commandes selon la volonté de Philippe Delcaillau : « Je veux changer de style et de méthode », martelait-il. Départ en fanfare qui semblait lui donner raison, accession au National 2 en vue (9 points d’avance à la trêve) et dérapage non contrôlé : exit Noël Tosi ; le président confirmait Jean-Luc Pasturel dans la fonction. La période d’instabilité commençait ; Pasturel ne parvenait pas à l’objectif, Francis Bizot arrivait, Gilles Brisson suivait mais le MFC ne pouvait ne pouvait éviter une relégation devant l’éternel père fouettard (0-1 à la toute dernière seconde). Les dés étaient pipés et le MFC changeait une fois encore de tête : le président Delcaillau prenait du recul, le Docteur Daniel Montaut ancien président délégué se mettait en retrait et Patrick Bucciéro, Marseillais sulfureux, prenait le pouvoir avec François Caldéraro, ex-canonnier toulousain, comme entraîneur, avec à ses côtés, Michel Marchand, entraîneur-adjoint depuis déjà quelques années, seul possesseur du diplôme requis pour pouvoir entraîner une équipe de la sorte. Une bonne saison en CFA 2 (2002 :2003), un cinquantenaire fêté dans une curieuse atmosphère, et l’arrivée de Raymond Camus, un technicien reconnu qui entretenait l’espoir.
Le pire était pourtant à venir : des dettes insurmontables obligeaient le club au dépôt de bilan : la FFF rétrogradait le MFC en Division Honneur Régionale mais conservait toute la section jeune en l’état.

### 2004-: La reconstruction en DHR puis en DH
Après de nombreuses tractations et alors que Jean-François Cheminard assurait l’essentiel au siège, Dante Cocolo (ex-professionnel cycliste, pensionnaire du Tour de France) rachetait le club (qui devenait le MFC-TG) auprès d’un syndic toulousain. Yvon Robinson effectuait son retour (2004-2005) mais Thierry Reutenauer assurait le maintien dans les dernières journées. Dante Cocolo appelait Christophe Guttin (ex-Balma) et misait sur l’expérience mais c’est finalement Philippe Lecompte, un joueur clé de la période François Brisson qui relevait le défi : retour gagnant et accession immédiate à l’élite régionale (2006/2007). L’année suivante, le MFC-TG faisait longtemps figure d’outsider et accédait au podium (3e place) ; plus difficile l’année de confirmation (08/09). Le MFC-TG (10e) poursuivait toutefois sa politique de formation et son opération jeunesse sous la présidence de Jean-Michel Malavelle, fils d’un ancien rugbyman champion de France avec l’USM. Un pari pour l’avenir.
Après plusieurs saisons très disputées, dans la saison 2013/2014, le MFC arrive enfin à accéder à la Division Honneur.
Pour la saison 2014/2015, l'objectif est de retrouver le 5e niveau national autrement dit la CFA2, niveau national que le club n'a pas atteint depuis le dépôt de bilan 10 années en arrière.

### 2010 - Le lancement de la section Féminine
Alors que le football féminin du département était seulement représenté par des clubs environnants (Loubejac Ardus et Lafrançaise pour n'en citer que deux), le MFC-TG lance sa section féminine en 2010, sous l'égide d'un Cédric Bertrand motivé et qui a eu à cœur de rendre le MFC-TG Féminin incontournable.

## Identité

### Logos

Ancien logo.
Logo actuel.

## Palmarès
- Champion de France de National 3 (ex CFA2) : 1996
- Champion de Division d'Honneur Midi-Pyrénées : 1975, 1994

## Entraîneurs
- 1989-1990 :  Yvon Robinson
- 1991-1994 :  Yvon Robinson
- 1992-1993 :  Marc Lévy
- 1994-1997 :  François Brisson
- 1997-1998 :  Noël Tosi
- déc. 2001-2003 :  François Calderaro
- Janv. 2002-juin 2002 :  Gilles Brisson
- 2003-2004 :  Raymond Camus
- 2004-2005 :  Yvon Robinson
- 2005-2006 :  Christophe Guttin
- 2006-déc. 2009 :  Philippe Lecompte
- Déc. 2009-2010 :  Nicolas Liachenko
- 2010-déc. 2012 :  Vincent Petit
- 2013-2015 :  Pierre Delon
- 2015-2017 :  David Trivino
- 2017-2019 :  David Quadri
- 2019-déc 2024 :  Chaïb Ouali